# Entre-Ijuís
Entre-Ijuís est une municipalité brésilienne située dans l'État du Rio Grande do Sul.